# Willibald
Willibald, född omkring 700 i Wessex, död omkring 787, var missionär och biskop. Han erhöll påvlig fullmakt att deltaga i kristnandet av nuvarande Tyskland. Han var verksam i trakten av Eichstätt i Bajern, och blev biskop där. Ett viktigt verk av Willibald var Vita Bonifatii, en skildring av Bonifatius av Mainz’ liv och gärning.